# Le Chasseron
Le Chasseron é um cume da maciço do Jura no cantão de Vaud da Suíça que culmina a 1 607 m .

## Situação
Situado na comuna de Bullet no Distrito do Jura-Nord vaudois este monte fica a 3,5 km de Sainte-Croix (Vaud) e a Nordeste de Yverdon-les-Bains.
A 5 Km a Norte, fica o vale de Travers que fica atravessado entre o planalto suíço e o Franco-Condado. 

## Alpinismo
Ideal para a prática do esqui de fundo devido ás encostas suaves a Sul e aos  inúmeros traçados possíveis.